# 王綱 (洪武)
王纲（？—？），字性常，元末明初浙江餘姚人。王守仁六世祖。

## 生平
王纲乐于山林而厌俗事，与刘伯温交好。洪武四年（1371年）被刘伯温引荐至京师，时年七十，犹如少壮，与明太祖谈论治国之道，受任命为兵部郎中。某年广东潮州民变，王纲受命为广东参议，负责监督兵饷。王纲感叹一生将尽于国事，于是告别家眷，偕同其子王彦达乘船前往潮州，很快将民变平息。
王纲父子返途经过增城时，被海盗曹真拦截，曹真欲谋求王纲为统帅，王纲不从，试图对曹真好言相劝。曹真不为王纲所劝，终日前往拜请王纲，王纲终对其责骂不休，及后被曹真所杀害。其子王彦达时年十六岁，对曹真痛骂不已，曹真原欲将王彦达一并杀害，后感悟“父忠子孝，杀之不祥。”于是留下粮食后不顾而去，彦达逃过一死后，用羊革包裹父亲的尸体返回故乡。
御史郭纯将这件事上禀朝廷，太祖听闻后，诏告之以立庙堂。王彦达受父荫谋得官位，因感念丧父之痛，终生不入仕途。 嘉靖七年（1528年），王阳明任总督两广军务，为纪念王纲父子，于增城南门外天妃庙为王纲父子改立“忠孝祠”，以兴民风； 同年十月，王阳明前往祭祖时，在湛甘泉住处题下《谒忠孝祖祠文》、《题甘泉居》和《书泉翁壁》，述及思祖之情。 嘉靖三十二年（1554年），忠孝祠在湛甘泉的促成下重修，以祀王阳明之先庙。